# Musica del XX secolo
La musica del XX secolo comprende opere, compositori e gruppi che hanno creato e distribuito canzoni e pezzi musicali nel corso del novecento. A differenza dei periodi precedenti, vale la pena menzionare l'emergere della musica popolare, che diventa il genere dominante man mano che il secolo progredisce, coesistendo con la musica classica del XX secolo. Le due correnti sono influenzate dalle trasformazioni tecnologiche e sociali del tempo: la musica non è solo consumata dal vivo, ai concerti, ma può essere ascoltata diversamente con dispositivi per uso personale e pubblico. Aumenta l'uso della musica come complemento di altre arti e la musica gioca un ruolo importante nel cinema o nella pubblicità.
Per quanto riguarda gli strumenti utilizzati, spiccano tre grandi gruppi: da un lato, gli strumenti a fiato metallici, come le trombe e i sassofoni del jazz e dei derivati. D'altra parte la chitarra e la batteria, tipiche del rock e dei suoi stili correlati e infine il sintetizzatore come esponente della musica elettronica. La voce umana e la tastiera (o il pianoforte) appaiono nei tre gruppi come complemento.

## Contesto e storia
Durante il XX secolo ci fu un enorme aumento della varietà di musica a cui le persone avevano accesso. Prima dell'invenzione dei dischi di grammofono per il mercato di massa (sviluppati nel 1892) e della radiodiffusione (realizzata commercialmente per la prima volta intorno al 1919-20), la gente ascoltava principalmente musica o nei concerti di musica classica dal vivo o negli spettacoli teatrali musicali, che erano troppo costosi per molte persone con poche possibilità, o sui primi fonografi (una tecnologia inventata nel 1877 che non fu commercializzata in serie fino alla metà del 1890), oppure dal vivo, a casa, grazie a persone che eseguivano musica o cantavano canzoni su base amatoriale, usando spartiti, cosa che ovviamente richiede la capacità di cantare, suonare e leggere musica. Si trattava di competenze che tendevano ad essere limitate alle persone del ceto medio e delle classi agiate. Con la disponibilità sul mercato di massa di dischi e trasmissioni radiofoniche, gli ascoltatori potevano acquistare registrazioni o ascoltare alla radio registrazioni o trasmissioni in diretta di un'enorme varietà di canzoni e brani musicali da tutto il mondo. Ciò permise a una gamma molto più ampia di persone di ascoltare le esecuzioni di sinfonie e opere di musica classica che non avrebbero potuto ascoltare dal vivo, sia perché non potevano permettersi i biglietti per i concerti dal vivo o perché tale musica non veniva eseguita nella loro regione.
La registrazione sonora esercitò anche una grande influenza sullo sviluppo dei generi musicali popolari, perché permise di registrare canzoni e gruppi musicali a basso costo e largamente distribuiti a livello nazionale o addirittura, per alcuni artisti, in tutto il mondo. Lo sviluppo di una riproduzione di musica, relativamente economica, attraverso una successione di formati, tra cui long playing, musicassette, compact disc (introdotti nel 1983) e, a metà degli anni '90, le registrazioni audio digitali e la trasmissione di registrazioni audio di spettacoli musicali tramite la radio, o di videoregistrazioni o esibizioni dal vivo in televisione e, negli anni '90, di registrazioni audio e video via Internet, utilizzando la condivisione di file di registrazioni audio digitali, ha consentito a persone appartenenti a una vasta gamma di classi socioeconomiche di accedere a una selezione diversificata di spettacoli musicali di qualità di artisti di tutto il mondo. L'introduzione della registrazione multitraccia nel 1955 e l'uso del mixaggio hanno avuto una grande influenza sulla musica pop e rock, perché ha permesso ai produttori musicali di mixare e sovraincidere molti livelli di tracce strumentali e voci, creando nuovi suoni che non sarebbero possibili in una esecuzione dal vivo. Lo sviluppo delle tecnologie di registrazione del suono, dell'ingegneria del suono e in più la possibilità di modificare queste registrazioni hanno dato origine a nuovi sottogeneri di musica classica, tra cui le scuole di composizione elettronica musica concreta (1949) e acustiche (1955). Negli anni '70 i musicisti afroamericani hip hop iniziarono ad usare i giradischi come uno strumento musicale, creando effetti "graffianti" ritmici e percussivi manipolando un disco in vinile sul giradischi.
Ai tempi di Beethoven e di Felix Mendelssohn nel XIX secolo, l'orchestra era composta da un nucleo di strumenti abbastanza standard, che molto raramente veniva modificato. Col passare del tempo e con il periodo romantico che vide dei cambiamenti nelle modifiche accettate da compositori come Berlioz e Mahler, il XX secolo vide che la strumentazione poteva essere praticamente scelta personalmente dal compositore. I sassofoni furono utilizzati in alcune partiture orchestrali del XX secolo come le Sinfonie n. 6 e 9 di Vaughan Williams e la Belshazzar's Feast di William Walton, e molte altre opere come strumento del complesso orchestrale. Le orchestre del Novecento includono generalmente una sezione di archi, legni, ottoni, percussioni, piano, celesta, arpa, con altri strumenti inseriti occasionalmente, come chitarra elettrica e basso elettrico.
Il XX secolo ha visto innovazioni straordinarie nelle forme e negli stili musicali. Compositori e cantautori esplorarono nuove forme e suoni che sfidarono le regole della musica precedentemente accettate dei periodi precedenti, come l'uso di accordi alterati e accordi estesi nel Bebop jazz degli anni '40. Lo sviluppo di potenti amplificatori per chitarra e sistemi di amplificazione sonora negli anni '60 e '70 permise alle band di tenere grandi concerti dove anche quelli con i biglietti meno costosi potevano ascoltare lo spettacolo. I compositori e i cantautori sperimentarono nuovi stili musicali, come fusioni di genere (ad esempio, la fusione tra fine del 1960 di musica jazz e rock per creare la jazz fusion). Inoltre compositori e musicisti utilizzarono nuovi strumenti elettrici, elettronici e digitali e dispositivi musicali. Negli anni '80 alcuni generi musicali, come i generi di musica dance elettronica come la house music, venivano creati in gran parte con sintetizzatori e drum machine. Modi di trasporto più veloci come il volo aereo hanno permesso a musicisti e fan di viaggiare di più per esibirsi o ascoltare gli spettacoli, aumentando la diffusione degli stili musicali.

## Musica classica
La musica classica del XX secolo descrive la musica colta scritta teoricamente dal 1901 al 2000. Questo secolo non aveva uno stile dominante e i compositori hanno creato generi musicali molto diversi. Modernismo, impressionismo e post-romanticismo possono essere fatti risalire a decenni prima dell'inizio del secolo, ma possono essere inclusi perché si sono evoluti oltre i confini musicali degli stili ottocenteschi che facevano parte del precedente periodo di pratica comune. Il neoclassicismo e l'espressionismo arrivarono per lo più dopo il 1900. Il minimalismo iniziò molto più tardi nel secolo e può essere visto come un cambiamento dall'era moderna a quella postmoderna, anche se alcuni datano il postmodernismo a partire dal 1930 circa. Atonalità, serialismo, musica concreta e musica elettronica sono stati tutti sviluppati durante questo secolo. Il jazz e la musica folk hanno influenzato in modo importante molti compositori in questo periodo.

### Modernismo
All'inizio del XX secolo molti compositori, tra cui Rachmaninov, Richard Strauss, Giacomo Puccini ed Edward Elgar, continuarono a lavorare nelle forme e nel linguaggio musicale derivato dal XIX secolo. Tuttavia, il modernismo nella musica divenne sempre più prominente ed importante; tra i modernisti più importanti c'erano Alexander Scriabin, Claude Debussy e i compositori post wagneriani come Gustav Mahler e Richard Strauss, che sperimentarono forme, tonalità e orchestrazione. Busoni, Stravinsky, Schoenberg e Schreker erano già stati riconosciuti prima del 1914 come modernisti e anche Ives fu retrospettivamente incluso in questa categoria per le sue sfide agli usi della tonalità. Compositori come Ravel, Milhaud e Gershwin combinarono espressioni classiche e jazz.

### Nazionalismo
Il nazionalismo tardo-romantico e modernista è stato trovato anche nella musica britannica, americana e latino-americana degli inizi del XX secolo. Compositori come Ralph Vaughan Williams, Aaron Copland, Alberto Ginastera, Carlos Chávez, Silvestre Revueltas e Heitor Villa-Lobos hanno usato temi popolari raccolti da loro stessi o da altri in molte delle loro principali composizioni.

### Musica microtonale
Nei primi decenni del XX secolo, compositori come Julián Carrillo, Mildred Couper, Alois Hába, Charles Ives, Erwin Schulhoff, Ivan Wyschnegradsky rivolsero la loro attenzione ai quarti di tono (24 intervalli uguali per ottava) e altre divisioni più sottili. A metà del secolo compositori come Harry Partch e Ben Johnston esplorarono solo l'intonazione. Nella seconda metà del secolo tra i compositori di spicco che utilizzavano la microtonalità figuravano Easley Blackwood Jr., Wendy Carlos, Adriaan Fokker, Terry Riley, Ezra Sims, Karlheinz Stockhausen, La Monte Young e Iannis Xenakis.

### Neoclassicismo
Una tendenza dominante nella musica composta dal 1923 al 1950 fu il neoclassicismo, una reazione contro i gesti esagerati e l'assenza di forma del tardo Romanticismo che rianimò le forme equilibrate e i processi tematici chiaramente percepibili degli stili precedenti. C'erano tre "scuole" distinte di neoclassicismo associabili a Igor' Stravinskij, Paul Hindemith e Arnold Schönberg. Simili simpatie nella seconda metà del secolo sono generalmente elencate sotto il titolo postmodernismo

### Musica sperimentale
A metà del XX secolo, in particolare nel Nord America, sorse una tradizione compositiva, chiamata "musica sperimentale". Il suo esponente più famoso e influente fu John Cage (1912-1992). Secondo Cage, "un'azione sperimentale è un'azione il cui esito non è previsto" ed era specificamente interessato a lavori completi che svolgevano un'azione imprevedibile. Alcuni dei compositori che influenzarono John Cage furono Erik Satie (1866-1925), Arnold Schönberg (1874-1951) e Henry Dixon Cowell (1897-1965).

### Minimalismo
La musica minimalista, che comporta una semplificazione dei materiali e un'intensa ripetizione di motivi, iniziò alla fine degli anni '50 con i compositori Terry Riley, Steve Reich e Philip Glass. Successivamente il minimalismo fu adattato a un ambiente sinfonico più tradizionale da compositori come Reich, Glass e John Adams. Il minimalismo fu molto praticato durante la seconda metà del secolo e passò anche nel XXI secolo, così come compositori come Arvo Pärt, Henryk Górecki e John Tavener che lavorano nelle varianti del sacro minimalismo.

### Musica classica contemporanea
La musica classica contemporanea può essere intesa come appartenente al periodo iniziato a metà degli anni '70 e all'inizio degli anni '90, che comprende la musica aporetica, modernista, postmoderna, neoromantica e pluralista. Tuttavia il termine può anche essere impiegato in un senso più ampio per riferirsi a tutte le forme musicali successive al 1945.
Molti compositori che lavoravano all'inizio del XXI secolo erano figure di spicco nel XX secolo. Alcuni compositori più giovani come Oliver Knussen, Wolfgang Rihm, Georg Friedrich Haas, Judith Weir, George Benson, Richard Barrett, Simon Bainbridge, John Luther Adams, Toshio Hosokawa, Bright Sheng, Kaija Saariaho, Tan Dun, Magnus Lindberg, Philippe Manoury, David Lang, Hanspeter Kyburz, James MacMillan, Mark-Anthony Turnage, Thomas Adès, Marc-André Dalbavie, Unsuk Chin, Claus-Steffen Mahnkopf e Michael Daugherty non diventarono importanti che alla fine del XX secolo.

## Musica elettronica

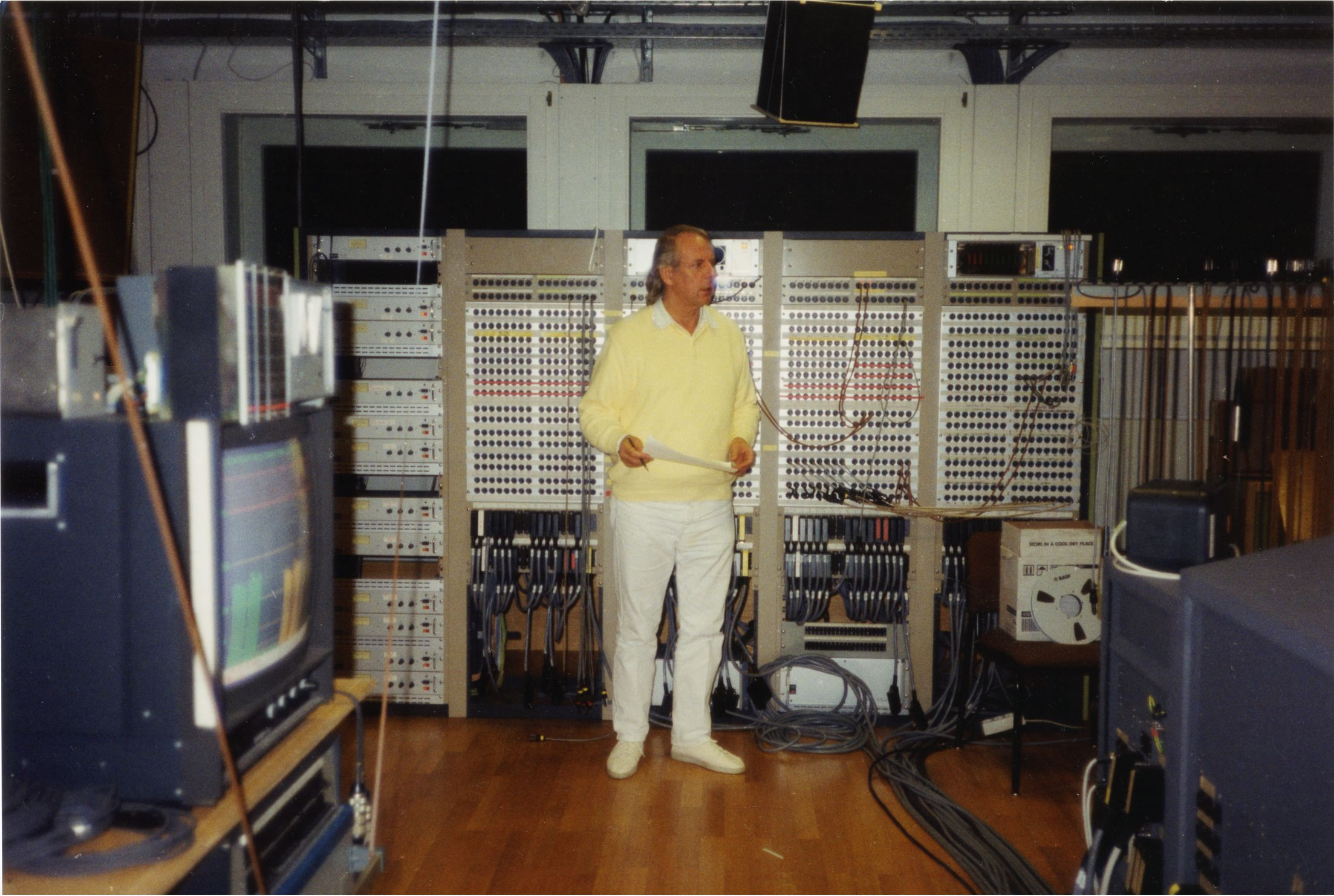
Karlheinz Stockhausen nello studio di musica elettronica della WDR, Colonia nel 1991

Per secoli la musica strumentale era stata creata cantando o usando tecnologie musicali meccaniche, come tendere un arco attraverso una corda collegata a uno strumento cavo o pizzicare un budello o corde metalliche (strumenti a corda), o come costringere l'aria a vibrare (legni ed ottoni) o colpire qualcosa per creare suoni ritmici (strumenti a percussione). All'inizio del XX secolo furono inventati dispositivi elettronici che erano in grado di generare suoni elettronicamente, senza una sorgente di vibrazione meccanica iniziale. Già negli anni '30, compositori come Olivier Messiaen inserirono strumenti elettronici in esibizioni dal vivo. Mentre la tecnologia di registrazione del suono è spesso associata al ruolo chiave che ha svolto nel consentire la creazione e il marketing di massa della musica popolare, fu utilizzata anche la nuova tecnologia di registrazione del suono elettrica ed elettronica per produrre musica d'arte. La musique concrète (musica concreta), sviluppata intorno al 1948 da Pierre Schaeffer e dai suoi associati, era una tecnica sperimentale che utilizzava suoni registrati come materia prima.
Negli anni successivi alla seconda guerra mondiale, alcuni compositori furono rapidi nell'adottare la tecnologia elettronica in via di sviluppo. La musica elettronica fu abbracciata da compositori come Edgard Varèse, Karlheinz Stockhausen, Milton Babbitt, Pierre Boulez, Bruno Maderna, Henri Pousseur, Karel Goeyvaerts, Ernst Křenek, Luigi Nono, Luciano Berio, Herbert Brün e Iannis Xenakis. Negli anni '50 l'industria cinematografica iniziò anche a fare largo uso delle colonne sonore elettroniche. Tra i principali gruppi rock che furono i primi ad adottare i sintetizzatori figurano The Moody Blues, The Beatles, The Monkees e The Doors.

## Musica folk
La musica folk, nel senso originale del termine coniato nel XVIII secolo da Johann Gottfried Herder, è una musica prodotta dalla composizione comunitaria e in possesso di una sua dignità, anche se alla fine del XIX secolo il concetto di "folk" era diventato sinonimo di "nazione" ", di solito identificati come contadini e artigiani rurali, come nel movimento Merrie England e nei revival gaelici irlandesi e scozzesi degli anni ottanta. La musica folk era normalmente condivisa ed eseguita dall'intera comunità (non da una classe speciale di artisti esperti o professionisti, escludendo in alcun modo l'idea di dilettanti) ed era trasmessa dal passaparola (tradizione orale).
Inoltre la musica folk è stata anche presa in prestito da compositori di altri generi. Alcune delle opere di Aaron Copland si ispirano chiaramente alla musica folk americana.
Un lavoro importante nella registrazione dei brani tradizionali della regione balcanica fu quello di Béla Bartók, poiché è probabilmente il primo compositore interessato a registrare gli audio e ad analizzarli da un punto di vista etnologico.

### Bluegrass music
La musica Bluegrass è una forma di musica americana delle radici e un genere correlato di musica country. Influenzato dalla musica degli Appalachi, la bluegrass ha radici miste nella musica tradizionale irlandese, scozzese, gallese e inglese e fu anche influenzata in seguito dalla musica degli afroamericani attraverso l'incorporazione di elementi jazz.
I colonizzatori del Regno Unito e dell'Irlanda arrivarono negli Appalachi durante il XVIII secolo e portarono con sé le tradizioni musicali delle loro terre d'origine. Queste tradizioni consistevano principalmente in ballate inglesi e scozzesi, che erano essenzialmente narrazioni non accompagnate, e musica per ballare, come i mulinelli irlandesi, che erano accompagnati da un violino folk. Molte vecchie canzoni bluegrass provengono direttamente dalle isole britanniche. Diverse ballate bluegrass appalachiane, come Pretty Saro, Barbara Allen, Cuckoo Bird e House Carpenter, vengono dall'Inghilterra e conservano la tradizione della ballata inglese sia melodicamente che liricamente. Anche altri, come The Twa Sisters, vengono dall'Inghilterra; tuttavia, i testi parlano dell'Irlanda. Alcune canzoni bluegrass col violino popolari in Appalachia, come Leather Britches e Pretty Polly, hanno radici scozzesi. Il brano dance Cumberland Gap può essere derivato dal motivo che accompagna la ballata scozzese Bonnie George Campbell. Altre canzoni hanno nomi diversi in luoghi diversi; per esempio in Inghilterra c'è una vecchia ballata nota come A Brisk Young Sailor Courted Me, ma esattamente la stessa canzone nel bluegrass nordamericano è conosciuta come I Wish My Baby Was Born.
Nel bluegrass, come in alcune forme di jazz, uno o più strumenti prendono ciascuno il loro turno suonando la melodia e improvvisando intorno ad essa, mentre gli altri eseguono l'accompagnamento; questo è particolarmente tipico nei brani chiamati breakdown. Ciò è in contrasto con la musica dei vecchi tempi, in cui tutti gli strumenti suonano la melodia insieme o uno strumento prende il comando in tutto mentre gli altri fanno l'accompagnamento. I brani breakdown sono spesso caratterizzati da tempi rapidi e insolita destrezza strumentale e talvolta da complessi cambi di accordi.
Ci sono tre sottogeneri principali di bluegrass e un sottogenere non ufficiale. Il bluegrass tradizionale ha musicisti che suonano canzoni folk, melodie con semplici progressioni di accordi tradizionali e utilizzano solo strumenti acustici, come ad esempio Bill Monroe. I gruppi di bluegrass progressivo possono utilizzare strumenti elettrici e importare brani di altri generi, in particolare il rock & roll. Gli esempi sono i Cadillac Sky e Bearfoot. Il Bluegrass gospel è emerso come terzo sottogenere, che utilizza testi cristiani, canto armonico a tre o quattro parti, ed a volte il suono di strumenti. Uno sviluppo più recente nel mondo del bluegrass è il bluegrass neo-tradizionale; esemplificate da band come The Grascals e Mountain Heart, le band di questo sottogenere tipicamente hanno più di un cantante solista. La musica Bluegrass ha attirato un seguito diversificato in tutto il mondo. Il pioniere dei Bluegrass, Bill Monroe, ha caratterizzato il genere come: "Cornamuse scozzesi e violini dei vecchi tempi. È metodista, holiness e battista, è blues e jazz ed ha un suono molto solitario".

## Opera
Nei primi anni del secolo, l'armonia cromatica wagneriana fu estesa da compositori di opere come Richard Strauss (Salome, 1905; Elettra, 1906–1908; Der Rosenkavalier, 1910; Ariadne auf Naxos, 1912; Die Frau ohne Schatten, 1917), Claude Debussy (Pelléas et Mélisande, 1902), Giacomo Puccini (Madama Butterfly, 1904; La fanciulla del West, 1910; Il trittico, 1918), Ferruccio Busoni (Doktor Faust, 1916, completato postumo dal suo studente Philipp Jarnach), Béla Bartók (Il castello di Barbablù, 1911–17), Leoš Janáček (Jenůfa, 1904; Osud, 1907; Kát´a Kabanová, 1919-1921) e Hans Pfitzner (Palestrina, 1917).
Un'ulteriore estensione del linguaggio cromatico finì per rompere con la tonalità e si spostò nello stile della musica atonale nelle prime opere di Arnold Schönberg (Erwartung, 1909; Die glückliche Hand, 1912) e il suo allievo Alban Berg (Wozzeck, 1925), entrambi i quali adottarono la tecnica dodecafonica per le loro ultime opere: Moses und Aron di Schönberg e Lulu di Berg. Nessuna di queste opere fu completata durante la vita dei compositori, tuttavia, cosicché la prima opera completa che utilizzò la tecnica dei dodici toni fu Karl V (1938) di Ernst Křenek.
Alcune delle opere più importanti degli anni venti e trenta furono composte dal russo Dmitri Shostakovich (The Nose, 1928 e Lady Macbeth del Distretto di Mcensk, 1932).
Allo stesso tempo il neoclassicismo degli anni Venti è rappresentato da composizioni di Stravinskij che, dopo l'opera buffa Mavra (1922), ancora legata al periodo russo, apertamente, con la sua opera-oratorio Oedipus Rex del 1927, si avvicina a canoni neoclassici. Più avanti nel secolo la sua ultima opera, The Rake's Progress (1951), segna anche la fine della fase neoclassica delle sue composizioni. Altre opere di questo periodo di compositori identificati come neoclassici comprendono Mathis der Maler di Paul Hindemith (1938), Guerra e pace di Sergej Prokof'ev (1941-1942), Julietta aneb snár di Bohuslav Martinů (1937) e Les mamelles de Tirésias di Francis Poulenc (1945).
Negli anni sessanta, dovrebbe essere notata l'opera di Bernd Alois Zimmermann Die Soldaten (1965), che ebbe un grande impatto.
Una delle opere più particolari degli anni settanta è stata Le Grand Macabre, di György Ligeti. Tratta il tema della mortalità attraverso l'ironia e il collage.
Il compositore di opere più accettato a livello internazionale nel dopoguerra fu l'inglese Benjamin Britten (Peter Grimes, 1945; The Rape of Lucretia, 1946; Albert Herring, 1947; Billy Budd, 1951; Gloriana, 1953; The Turn of the Screw, 1954; Sogno di una notte di mezza estate, 1960; Owen Wingrave, 1970; Death in Venice, 1973)

## Musica popolare
La relazione (in particolare, il valore relativo) della musica classica e della musica popolare è una questione controversa. Richard Middleton scrive:

### Blues

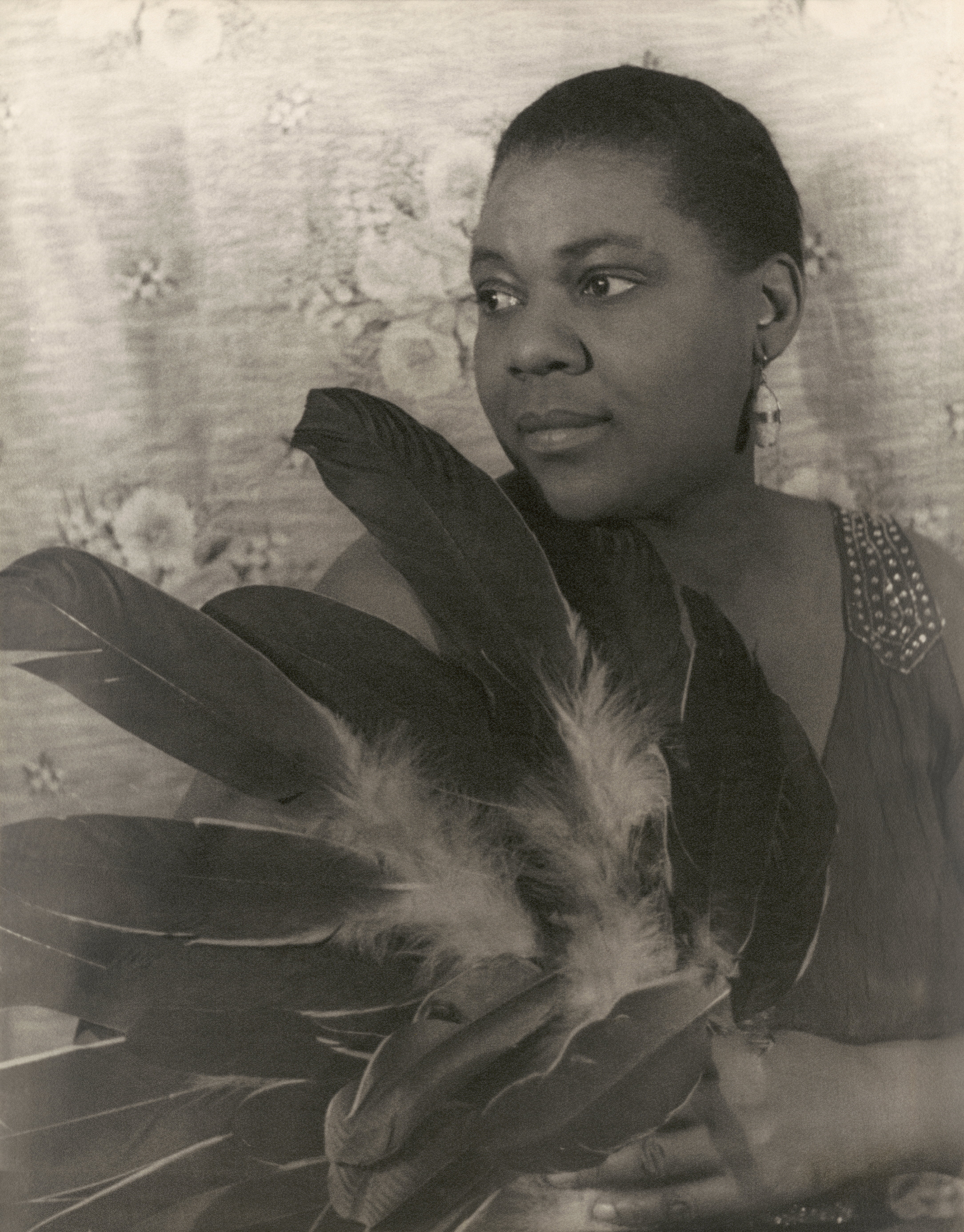
La cantante blues Bessie Smith

I musicisti blues come Muddy Waters portarono il Delta Blues, suonato principalmente con strumenti acustici, dal delta del Mississippi a nord fino a città come Chicago, dove usarono più strumenti elettrici creando il Chicago Blues.

### Musica country
La musica country, un tempo nota come Musica Country e Western, è una forma musicale popolare sviluppata negli Stati Uniti meridionali, con radici nella musica tradizionale popolare, spiritual e blues.

### Disco music
La disco music è uno stile di musica dance a ritmo veloce originatosi nei primi anni '70, principalmente dal funk, dalla salsa e dalla musica soul, popolare in origine tra gli omosessuali e gli afroamericani nelle grandi città degli Stati Uniti e deriva il suo nome dalla parola francese discothèque.

### Hip hop
La musica hip hop, nota anche come rap o musica rap, è un genere musicale formatosi negli Stati Uniti negli anni '70 e costituito da due componenti principali: rapping (MCing) e DJing (mixaggio audio e scratching).

### Jazz
Il jazz si è evoluto in molti sottogeneri a volte contrastanti tra cui smooth jazz, Bebop, Swing, Fusion, Dixieland e free jazz. Il jazz nacque all'inizio del XX secolo da una combinazione di musica blues, ragtime, brass band, inni e spiritual, musica per menestrelli e canzoni di lavoro.

### Musica new-age
Per lo più pezzi strumentali che creano suoni di una natura rilassante, romantica, che migliora l'umore o in generale rilassanti. Spectrum Suite di Steven Halpern, pubblicato nel 1975, è generalmente accreditato come l'album che ha iniziato il movimento musicale new-age.

### Polka
La polka, che apparve per la prima volta a Praga nel 1837, continuò a essere una forma popolare di musica da ballo nel XX secolo, specialmente in Cecoslovacchia, Polonia e nelle aree degli Stati Uniti con una grande popolazione di discendenza centro europea. Un esempio del ventesimo secolo particolarmente noto è la polka Modřanská di Jaromír Vejvoda (1927), che divenne popolare durante la seconda guerra mondiale in Cecoslovacchia come "Škoda lásky" ("Uno spreco dell'amore"), in Germania come Rosamunde-Polka e tra gli eserciti alleati come il Beer Barrel Polka (come canzone, conosciuta come Roll out the Barrel). Negli Stati Uniti, la polka urbana polacca "in stile orientale" rimase popolare fino al 1965 circa. La musica polacca divenne popolare a Chicago verso la fine degli anni '40 dopo che Walter 'Li'l Wally' Wallace Jagiello creò Honky Polka combinando la polka rurale polacco-americana con elementi di canzoni folk polacche e krakowiak. Una forma successiva, influenzata dal rock, si chiama dyno polka.

### Rock and roll
Il rock and roll fu sviluppato da precedenti forme musicali tra cui il rhythm and blues, che era stato precedentemente chiamato race music e country music. Vedi anche rock musical e rock opera.

#### Rock progressivo

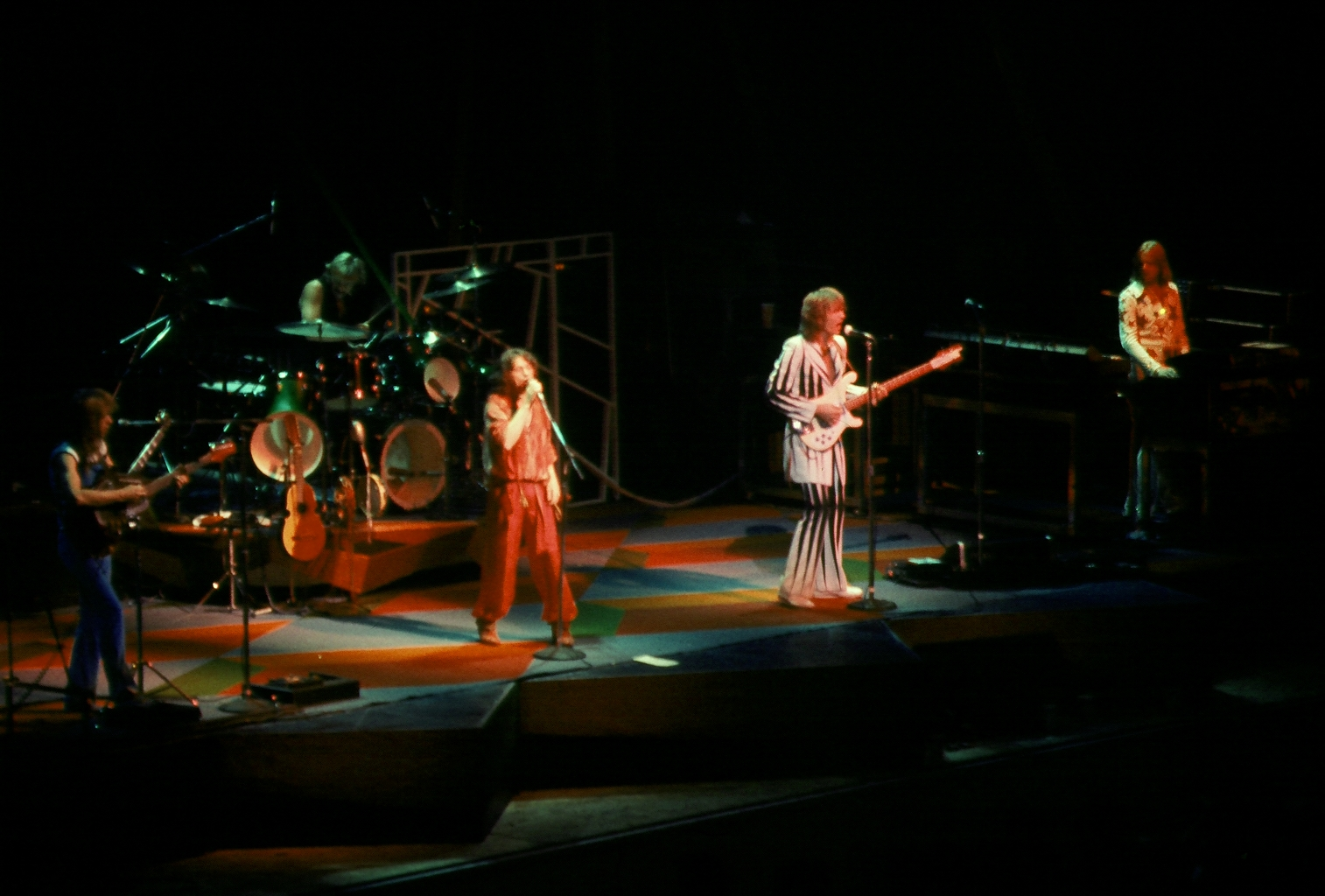
La band di rock progressivo "Yes" mentre esibisce a Indianapolis nel 1977.

Il rock progressivo (dall'inglese progressive rock), anche noto come prog o prog rock, è un genere della musica rock, evoluto dal rock psichedelico britannico degli anni sessanta e diffusosi in Germania, Italia e Francia nel corso del decennio e di quello successivo. Similarmente all'art rock, nacque rispondendo all'esigenza di dare alla musica rock maggiore spessore culturale e credibilità. Il nome del genere, considerato da alcuni inadeguato, indica la progressione del rock dalle sue radici blues, di matrice statunitense, a un livello maggiore di complessità e varietà compositiva, melodica, armonica e stilistica.
I fautori di questa tendenza si distaccarono dalla struttura musicale popolare tipica della Tin Pan Alley in favore di strumentazioni e tecniche compositive frequentemente associate alla musica classica e al jazz o a volte alla musica colta in genere. I brani furono così rimpiazzati da lunghe suite musicali che spesso duravano 20 o 30 minuti, includendo influenze sinfoniche, temi musicali estesi, ambientazioni e testi fantasy e complesse orchestrazioni. Una parte della critica musicale che considera il concetto alla base del prog «pretenzioso» e le sue sonorità «pompose» e «sopra le righe» tende a sminuire questo genere oppure a ignorarlo del tutto.
Il rock progressivo conobbe il suo picco di popolarità nella prima metà degli anni settanta con l'affermazione, anche commerciale, di gruppi britannici quali Genesis, Yes, King Crimson, Emerson, Lake & Palmer, Gentle Giant, Van Der Graaf Generator, Camel, Pink Floyd e Jethro Tull,, tra i più noti e influenti del genere, e furono organizzati gli eventi più popolari di questo ambito. Vi fu poi una vasta costellazione di gruppi che pur non raggiungendo quella popolarità, furono ugualmente molto influenti. La popolarità del genere andò sempre più scemando con il finire del decennio, pur con qualche eccezione (una su tutte la band canadese dei Rush). È opinione comune che la causa principale della fine degli anni d'oro del rock progressivo fu l'affermarsi del punk rock, anche se in realtà i fattori del declino furono molteplici.